# Hizbul Mujahideen
Hizbul Mujahideen ou Hizb-ul-Mujahideen (ou Partido dos Combatentes Sagrados,  muitas vezes abreviado por HM) é um grupo militante islamista que opera no estado de Jammu e Caxemira, o mais setentrional da Índia, e na Caxemira Livre, área controlada pelo Paquistão. Foi fundado em 1989, sua sede está localizada em Muzaffarabad.
O seu objectivo é separar Caxemira da Índia e fundi-la com o Paquistão.